# برگیم آترگو
برگیم آترگو (به آلمانی: Berg im Attergau) یک منطقهٔ مسکونی در اتریش است که در ناحیه وکلابروک واقع شده‌است. برگیم آترگو ۲۰ کیلومتر مربع مساحت دارد ۶۵۴ متر بالاتر از سطح دریا واقع شده‌است.